# Hàm theta

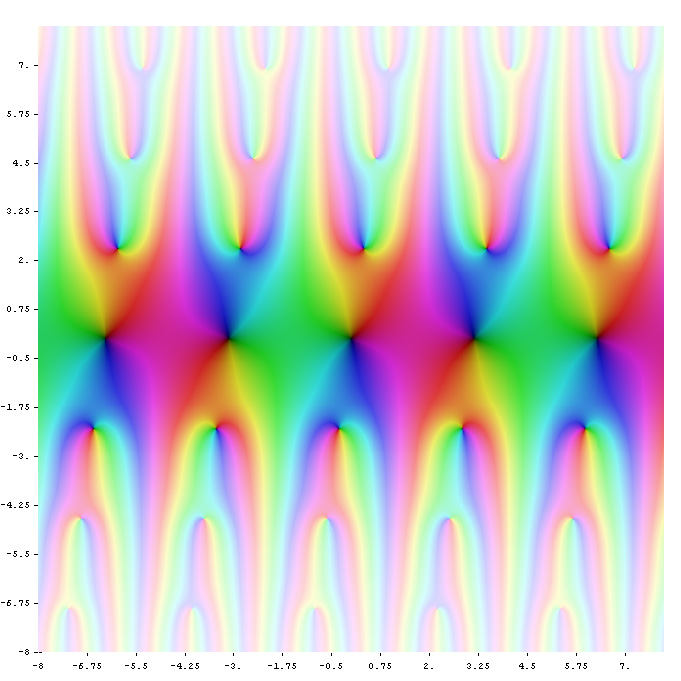
Hàm theta gốc của Jacobi θ_{1} với u = iπz và với nome q = e^{iπτ} = 0.1e^{0.1iπ} Quy ước là (theo Mathematica):

Trong toán học, các hàm theta là các hàm đặc biệt của một số biến số phức. Chúng rất quan trọng trong nhiều lĩnh vực, bao gồm các lý thuyết về đa tạp Abel và không gian mô đun, và các dạng thức bậc hai. Các hàm này cũng đã được áp dụng cho lý thuyết soliton. Khi được khái quát thành một hàm đại số Grassmann, chúng cũng xuất hiện trong lý thuyết trường lượng tử.
Dạng phổ biến nhất của hàm theta là trường hợp xảy ra trong lý thuyết về các hàm elip. Đối với một trong các biến phức (thường được gọi là z), hàm theta có một thuộc tính biểu thị hành vi của nó đối với việc thêm một khoảng thời gian của các hàm elip liên quan, biến nó thành hàm giả tuần hoàn. Trong lý thuyết trừu tượng, điều này xuất phát từ một điều kiện gồm một tập hợp các đường trên một không gian topo.

## Hàm Jacobi theta

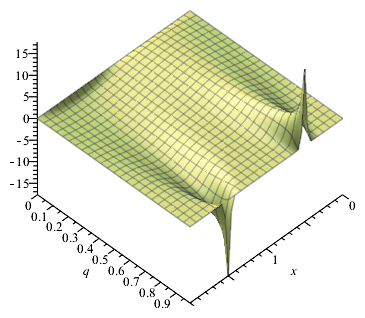
Jacobi theta 1

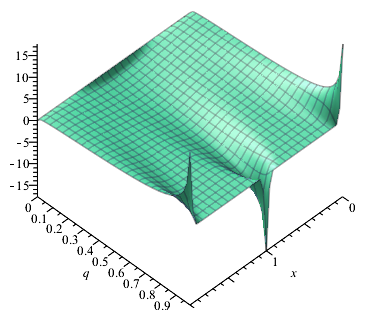
Jacobi theta 2

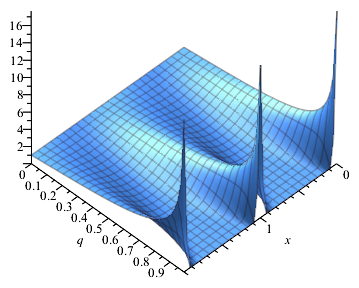
Jacobi theta 3

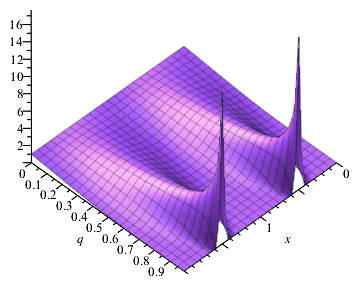
Jacobi theta 4

Có một số hàm liên quan chặt chẽ được gọi là các hàm Jacobi theta, và nhiều hệ thống ký hiệu khác nhau và không tương thích cho chúng. Một hàm Jacobi theta (đặt theo tên của nhà toán học Carl Gustav Jakob Jacobi) là một hàm được định nghĩa cho hai biến phức z và τ, với z có thể là bất kỳ số phức nào và τ là tỷ lệ một nửa thời gian, giới hạn trong một nửa mặt phẳng trên, điều này có nghĩa là số phức này có phần ảo là dương. Nó có công thức như sau
{\displaystyle {\begin{aligned}\vartheta (z;\tau )&=\sum _{n=-\infty }^{\infty }\exp \left(\pi in^{2}\tau +2\pi inz\right)\\&=1+2\sum _{n=1}^{\infty }\left(e^{\pi i\tau }\right)^{n^{2}}\cos(2\pi nz)\\&=\sum _{n=-\infty }^{\infty }q^{n^{2}}\eta ^{n}\end{aligned}}}
Trong đó q = exp(πiτ) là nome và η = exp(2πiz). Nó là một dạng thức Jacobi. Nếu τ là cố định, điều này sẽ trở thành một chuỗi Fourier cho một hàm toàn bộ theo chu kỳ của  với chu kỳ bằng c 1; trong trường hợp này, hàm theta thỏa mãgiá trị đơn vịnh
{\displaystyle \vartheta (z+1;\tau )=\vartheta (z;\tau ).}
Hàm này cũng lặp lại định kỳ đối với τ là bán thời gian của mình, nó thỏa mãn phương trình hàm
{\displaystyle \vartheta (z+a+b\tau ;\tau )=\exp \left(-\pi ib^{2}\tau -2\pi ibz\right)\vartheta (z;\tau )}
trong đó a và b là số nguyên.